# Parti révolutionnaire ouvrier et paysan de Turquie
Le Parti révolutionnaire ouvrier et paysan de Turquie (en turc : Türkiye İhtilâlci İşçi Köylü Partisi, abrégé en TİİKP) est une organisation marxiste-léniniste turque clandestine, fondée en 1969, se réclamant du maoïsme. Il disparaît en 1977.

## Histoire
Le TİİKP est fondé en 1969 par un petit groupe étudiant, « Clarté prolétarienne révolutionnaire »  (Proleter Devrimci Aydınlık), en rupture avec l'organisation DEV-GENÇ (Jeunesse révolutionnaire). Son président est Doğu Perinçek. L’organisation est d'emblée constituée illégalement. Les publications du parti sont Proleter Devrimci Aydınlık et Şafak (Aube).
On peut noter que le premier Comité central compte parmi ses membres, outre Doğu Perinçek, İbrahim Kaypakkaya, qui fondera ensuite le TKP/ML, et le futur éditorialiste du grand quotidien Cumhurriyet, écrivain et fondateur de la revue Taraf, Oral Çalışlar.  

### Scissions
En 1972, l'idéologue du parti, İbrahim Kaypakkaya, quitte le TİİKP, qu'il considère comme « révisionniste ». Avec ses partisans, il fonde le Parti communiste de Turquie/marxiste-léniniste, le TKP/ML, et la TIKKO (Armée de libération des ouvriers et paysans de Turquie),,.

### Dissolution et postérité
En septembre 1977, le TİİKP se dissout. Son président, Doğu Perinçek. crée un nouveau parti, légal, le Parti ouvrier et paysan de Turquie (Türkiye İşçi Köylü Partisi). Comme tous les autres partis, il est interdit lors du coup d'État militaire de 1980. Il se reforme en 1988 sous le nom de Parti socialiste (Sosyalist Parti). En 1992 le Parti des travailleurs se forme dans la continuité du TİİKP et du SP. En 2015 le İşçi Partisi se dissout et se reforme sous le nom de Parti de la Patrie (Vatan Partisi). Son président en est à nouveau Doğu Perincek.

## Positions

### La question kurde
En théorie, le parti reconnait à « la nation kurde le droit à l'autodétermination et à se constituer, si elle le désire, en un Etat séparé ». Cependant, il préconise la solution de la question nationale kurde « dans le cadre d'une république populaire démocratique réunissant sur un pied d'égalité les deux peuples frères ».
En pratique, les militants du TİİKP ont attaqué avec violence l'émergence de toute organisation politique ou syndicale kurde. Au nom de la « défense de la Turquie contre la menace du social-impérialisme soviétique », ils ont même appelé à renforcer la présence militaire turque dans les régions kurdes de la Turquie.

### Relations avec les autres mouvements
Le parti s'est fait remarquer par son attitude violemment hostile envers tous les autres mouvements, organisations, partis et même syndicats, et tout particulièrement contre la DISK (Türkiye Devrimci İşçi Sendikaları Konfederasyonu, Confédération des syndicats ouvriers révolutionnaires) et le syndicat des enseignants TOB-DER.